# Церковь Покрова Пресвятой Богородицы (Богородское)
Церковь Покрова Пресвятой Богородицы (Покровская церковь) — православный храм в селе Богородское Рузского городского округа Московской области. Относится к Рузскому благочинию Одинцовской епархии Русской православной церкви.

## История
Храм в Прутском погосте на реке Исьме был известен с XVI века, но в Смутное время он был уничтожен. В 1679 году владелец села Александр Савостьянович Хитрово построил деревянную Покровскую церковь. Как окончилась жизнь деревянной церкви, пока не известно. В описи церковного имущества 1813 года и клировой ведомости церкви села Богородского Верейского уезда (за 1849 год) имеются записи:
…построена 1807 году тщанием графа Дмитрия Александровича Гурьева. Каменная с такой же колокольней. Престол один — во имя Покрова Пресвятыя Богородицы, теплая. Внутри Покровской церкви иконостас резной работы, вызолоченный червонным золотом, в нем образа все живописные. На царских вратах внизу образа четырех евангелистов, вверху образ Благовещения… …на колокольне 4 колокола весом: 51 пуд 5 фунтов, 7 пуд 20 фунтов, 2 пуда 20 фунтов, 1 пуд 20 фунтов.
Церковь была закрыта в 1937 году, использовалась как столовая дома отдыха, левый портик был снесен.
В 1995 году здание передано верующим, начались богослужения и реставрационные работы.

## Духовенсво
- Настоятель храма — протоиерей Сергий Еремин[1]

## Престольный праздник
- Покрова Божией Матери (14 октября)[1]

## Примечание
1. 1 2  Покровский храм с. Богородское. pokrbogorodskoye.cerkov.ru. Дата обращения: 23 июня 2021. Архивировано 30 марта 2022 года.